# Katarzyna Javaheri
Katarzyna Javaheri-Szpak (ur. w 1982 w Krakowie) – polska iranistka i afganolog.

## Życiorys
Absolwentka filologii orientalnej, specjalizacja: iranistyka, w Zakładzie Iranistyki Instytutu Filologii Orientalnej Uniwersytetu Jagiellońskiego.
Współautorka (wraz z Michaelem Javaheri) pierwszego w polskiej leksykografii "Współczesnego słownika persko-polskiego" (pierwsza publikacja w 2006 roku, kolejne: 2007, 2008, 2010, 2016). Słownik ten uchodzi za szczytowe osiągnięcie leksykografii persko-polskiej
Współtwórczyni i redaktor serwisu informacyjnego Afganistan.waw.pl (2007 – 2010). Jest współautorką "Polskiej bibliografii iranistycznej 1807-2014" (wraz z Mateuszem Hudzikowskim). oraz "Polskiej bibliografii afganologicznej".

## Wybrane publikacje
- (red.) Katarzyna Javaheri, Mała antologia literatury perskiej, Persepolis, Kraków 2006
- Jakub Gajda, Katarzyna Javaheri, Dari/paszto: rozmówki minimum dla polskich żołnierzy ze słowniczkiem obrazkowym, Orient Ekspert, Bielsko-Biała, 2008
- Katarzyna Kleiber, (red.) Katarzyna Javaheri, Irańskie wizerunki ajatollaha Chomeiniego z lat 1979-1988, Persepolis, Kraków 2009
- Katarzyna Javaheri, Mateusz Hudzikowski, Polska bibliografia iranistyczna, Communications4you, Warszawa, 2015
- Katarzyna Javaheri-Szpak, Michael Javaheri, Współczesny słownik persko-polski, Persepolis, Kraków, 2016
- Katarzyna Javaheri-Szpak, Perski nie gryzie, Wydawnictwo Edgard, Warszawa 2017
- Szczepan Lemańczyk, (red.) Katarzyna Javaheri-Szpak, Mały słownik paszto-polski (ebook), javaheri.pl, Kraków 2021